# Espiridão
Santo Espiridão o Taumaturgo, (em grego:   Ἃγιος Σπυρίδων) (c. 270 — 348) foi um bispo do Chipre, considerado santo pela Igreja Católica e a ortodoxa.

## Biografia
Santo Espiridão nasceu em uma família cristã no final do século III, por volta de 270, na Ilha do Chipre. Sabe-se que ele passou os primeiros anos de sua vida nos montes, como pastor do gado de seu pai.
Espiridão era um dos confessores cristãos a quem o imperador Maximino ordenou que retirassem o olho direito, cortaseem o nervo, amarrassem a perna esquerda e condenassem a trabalhar nas minas. Ele permaneceu no seu exílio por alguns anos, até que, após a morte do imperador, conseguiu retornar ao Chipre, onde novamente exerceu o ofício de pastor. Casou-se e teve uma filha, mas cedo se tornou viúvo, e sua filha faleceu. Na época do reinado de Constantino o Grande, quando o bispo de Tremetousia morreu, o povo e o clero em uma só voz saudaram Espiridão como seu sucessor. Embora ele tenha invocado sua incapacidade para o cargo, ele recebeu as ordens sagradas e foi subsequentemente consagrado bispo.
Em 325, participou do Primeiro Concílio de Niceia, onde interveio contra o arianismo, e nos Concílios de Alexandria em 340 e de Sárdica em 343. Morreu em 12 de dezembro de 348 e foi enterrado no Templo dos Santos Apóstolos de Tremetousia.